# Scuola Ma-Xia
La scuola Ma-Xia è stata un'antica scuola cinese di pittura paesaggistica, fondata dai pittori della corte dei Song Meridionali all'inizio del XIII secolo: Ma Yuan e Xia Gui.
Entrambi gli artisti ripresero vari elementi dalla pittura precedente, come i contrasti tra nebbie e luci di Fan Kuan o le composizioni asimmetriche di Li Tang, e utilizzarono tanto le linee, dette a «colpi di grande ascia», dello stesso Li Tang che quelle «a chele di granchio» di Guo Xi.
Ma la novità formale apportata da questi artisti fu l'eliminazione di tutti i dettagli, concentrando lo spazio descritto in piccoli formati, carichi di suggestioni poetiche, organizzati in composizioni «a cono», ovvero con schemi in cui la descrizione viene condensato al di qua di un'immaginaria diagonale che delimita una parte, destra o sinistra, dell'opera. Gli inchiostri, fortemente diluiti, avvolgono gli sfondi con nebbie infinite in contrasto con la precisa descrittività dei primi piani.
Altri esponenti della scuola furono Ma Lin, figlio di Ma Yuan e Li Song, benché quest'ultimo sia piuttosto uno pittore specialista in elementi architettonici e di figure. La scuola formò pittori professionisti e accademici, che perpetrarono uno stile decorativo, disprezzato dai letterati, che continuò tuttavia ad essere praticato nell'ambiente della corte.